# Parafia Matki Bożej Nieustającej Pomocy w Krakowie (Zwierzyniec)
Parafia Matki Bożej Nieustającej Pomocy w Krakowie – parafia rzymskokatolicka należąca do dekanatu Kraków-Salwator archidiecezji krakowskiej na Bielanach, przy ulicy Księcia Józefa.

## Historia parafii
Parafia Matki Bożej Nieustającej Pomocy została utworzona w 1986 r. Kościół parafialny wybudowano w latach 1986–1988, konsekrowano w 1994 r.

## Zasięg parafii
Ulice: Astronautów, Bagatela, Bażancia, Bielańska, Bielańskiego, Czajek, Czyżyków, Daleka, Dworna, Gajka, Jemiołuszek, Kaszubska, Konarowa, Krucza, Księcia Józefa nry parzyste od 128 i nieparzyste od 287, Maćkowa Góra, Mirowska (blok nr 157), Na Górkach, Na Grabinach, Na Wirach, Okrąg, Orla, Oszustowskiego, Pod Janem, Pod Szwedem, Przepiórcza, Puchalskiego, Puszczyków, Rędzina, Sępia, Skalna, Sokola, al. Wędrowników (Las Wolski), ul. M. Wolskiego, Zakręt, Zaogrodzie, Zaszkolna.

## Biografie
- Rożek M., Gondkowa B., 2003, Leksykon kościołów Krakowa, Verso Kraków, s. 98.